# Mazda RX-8
 (avril 2016).
Si vous disposez d'ouvrages ou d'articles de référence ou si vous connaissez des sites web de qualité traitant du thème abordé ici, merci de compléter l'article en donnant les références utiles à sa vérifiabilité et en les liant à la section « Notes et références ».
La Mazda RX-8 est une voiture de sport du constructeur automobile japonais Mazda. Elle marque le retour de cette architecture dans le monde de l'automobile de série après la disparition de la Mazda RX-7 et se distingue de la majorité des automobiles actuelles par son moteur à pistons rotatifs Renesis (une version avancée du moteur Wankel, du nom de l'ingénieur qui l'a conçu et breveté, Felix Wankel).

## Présentation
Étroitement dérivée du concept-car RX-Evolv dévoilé au salon de Tokyo en 1999, la RX-8 sera présentée au salon de l’automobile de Paris l'année suivante, elle en reprend le moteur rotatif et le principe de coupé quatre places et quatre portes. En effet, les portes arrière s’ouvrent dans le sens inverse de la marche (portes antagonistes dites « suicide »). Cette manœuvre est uniquement possible une fois les portes avant ouvertes. Ce modèle, à la suite de l’accueil chaleureux du public et à la volonté du constructeur de renouer avec un modèle sportif à moteur rotatif, a été porté à la série en 2002.

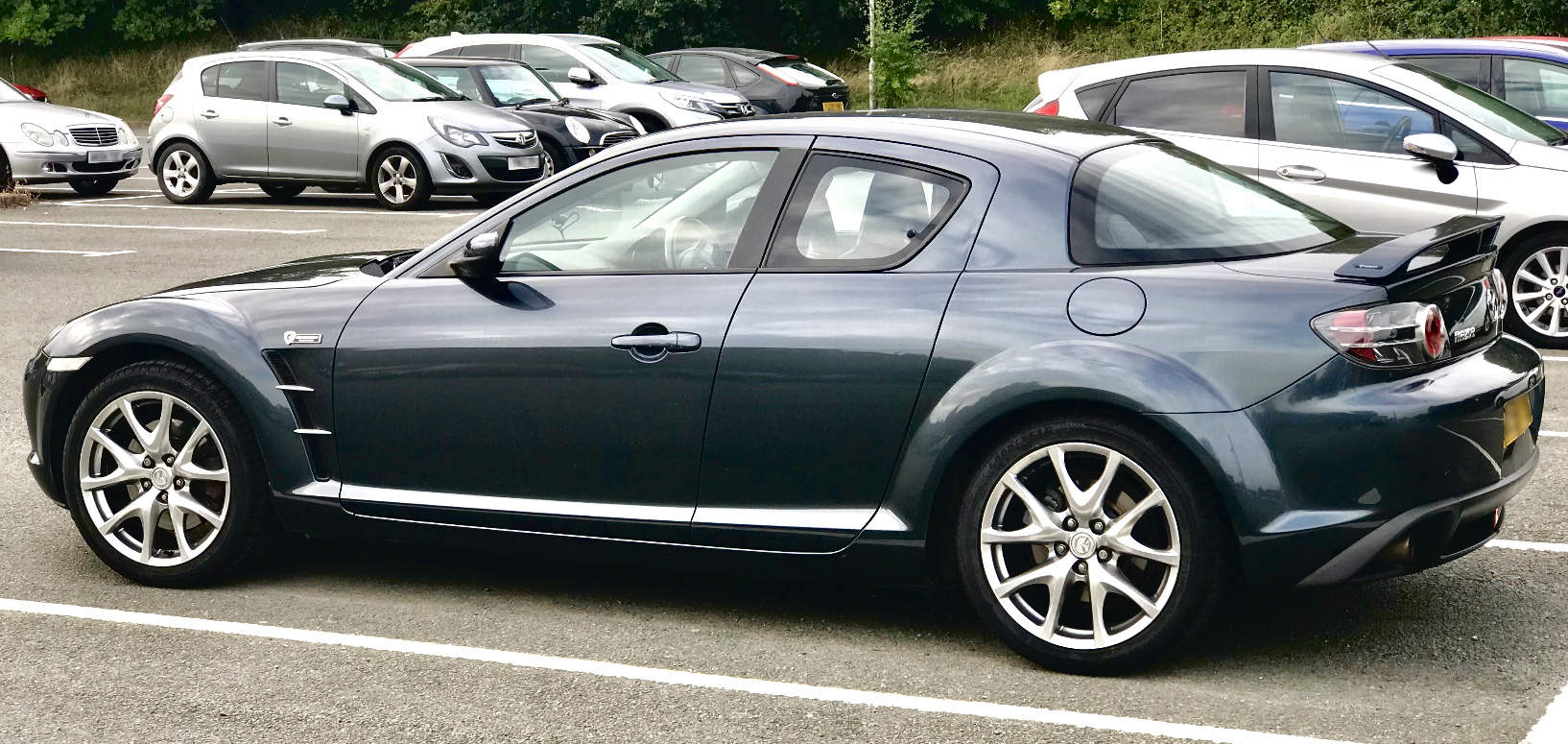
Mazda RX-8.
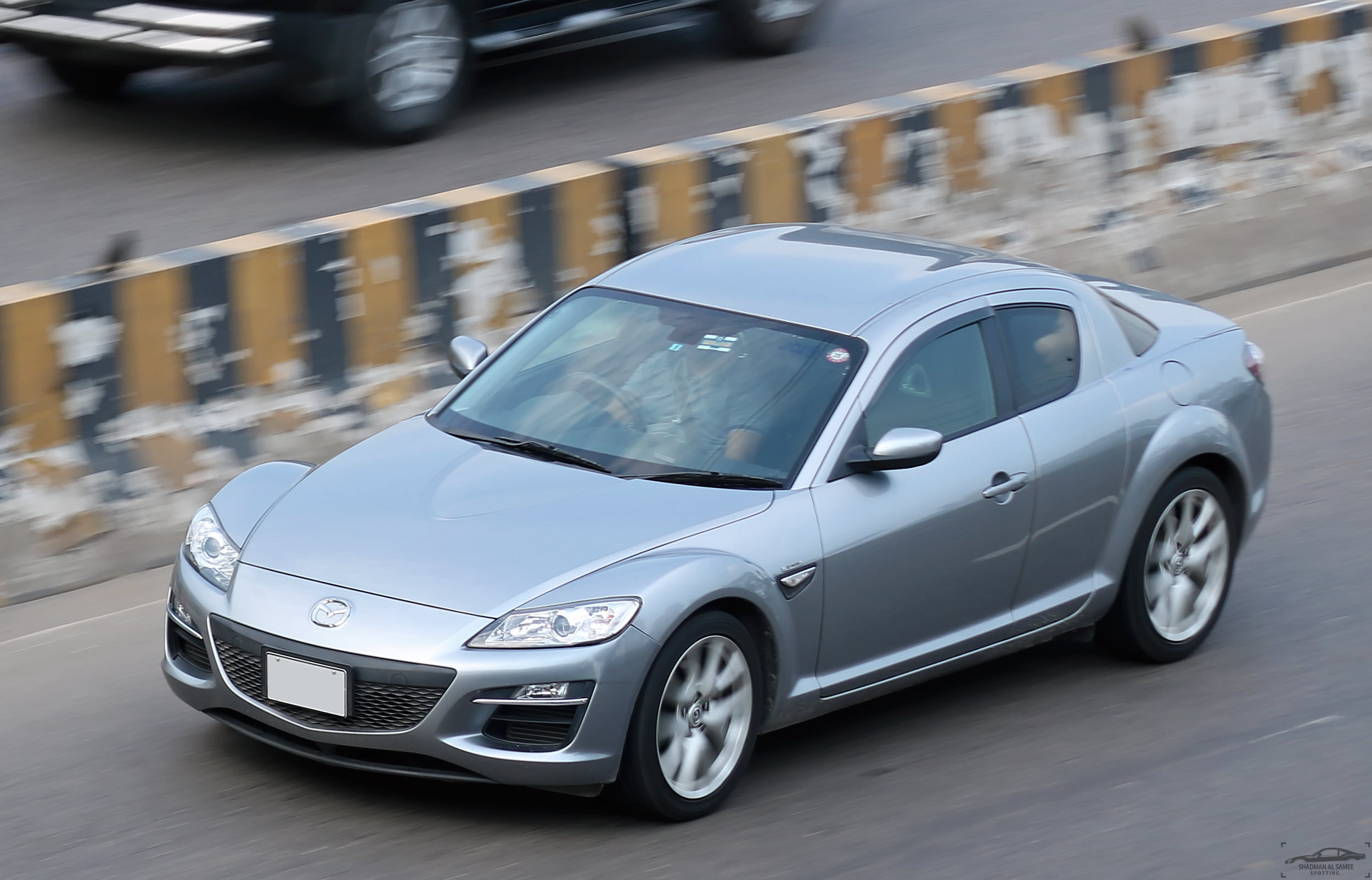
Mazda RX-8 phase 2.

## Caractéristiques techniques
L’utilisation du moteur rotatif Wankel, de petite taille par rapport à un moteur à pistons classique, a permis de placer le groupe motopropulseur en position centrale avant, ce qui participe à la répartition de masse, idéale sur ce modèle, de 50 % à l'avant et 50 % à l'arrière. Le moteur souffre d'une durée de vie souvent limitée à environ 100 000 km avant réfection des segments et d'une consommation d'huile et de carburant élevées,,. Le frein moteur est également plus faible qu'un moteur à piston conventionnel, dû à un nombre de pièces mobiles beaucoup plus faible par rapport à celui-ci.
L’usage d’un différentiel autobloquant de type Torsen, ainsi que d’un châssis précis secondé par des aides électroniques de type ESP, garantit à cette sportive quatre places une grande efficacité et une tenue de route exemplaire.
On retrouve dans le design de cette voiture un rappel des caractéristiques de son moteur : les appuis-tête, le pommeau du levier de vitesse, la calandre et le feu anti-brouillard arrière reprennent le thème du rotor par un motif triangulaire. Elle est la dernière voiture de série au monde à avoir un moteur Wankel comme groupe motopropulseur.

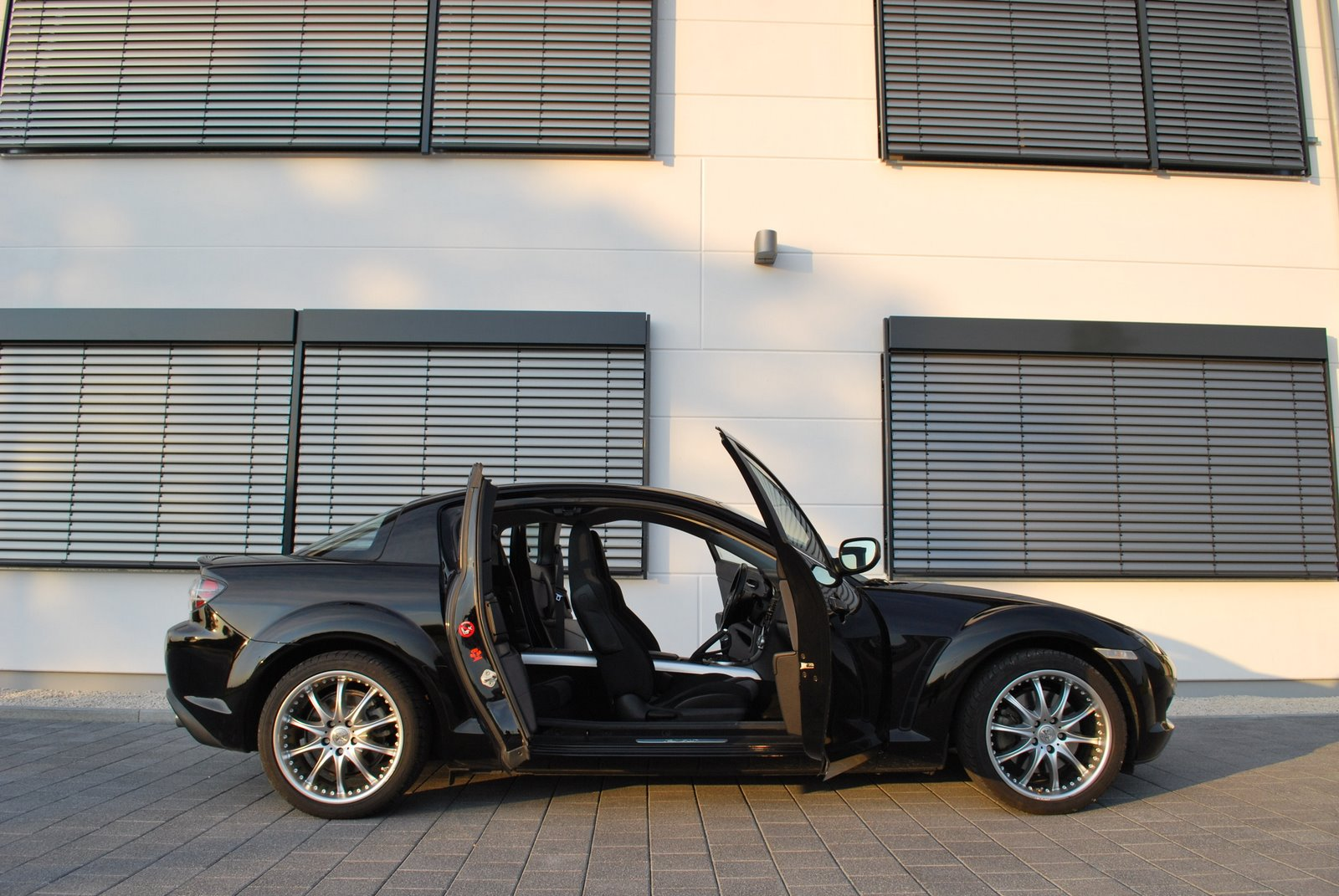
Système d'ouverture des portes
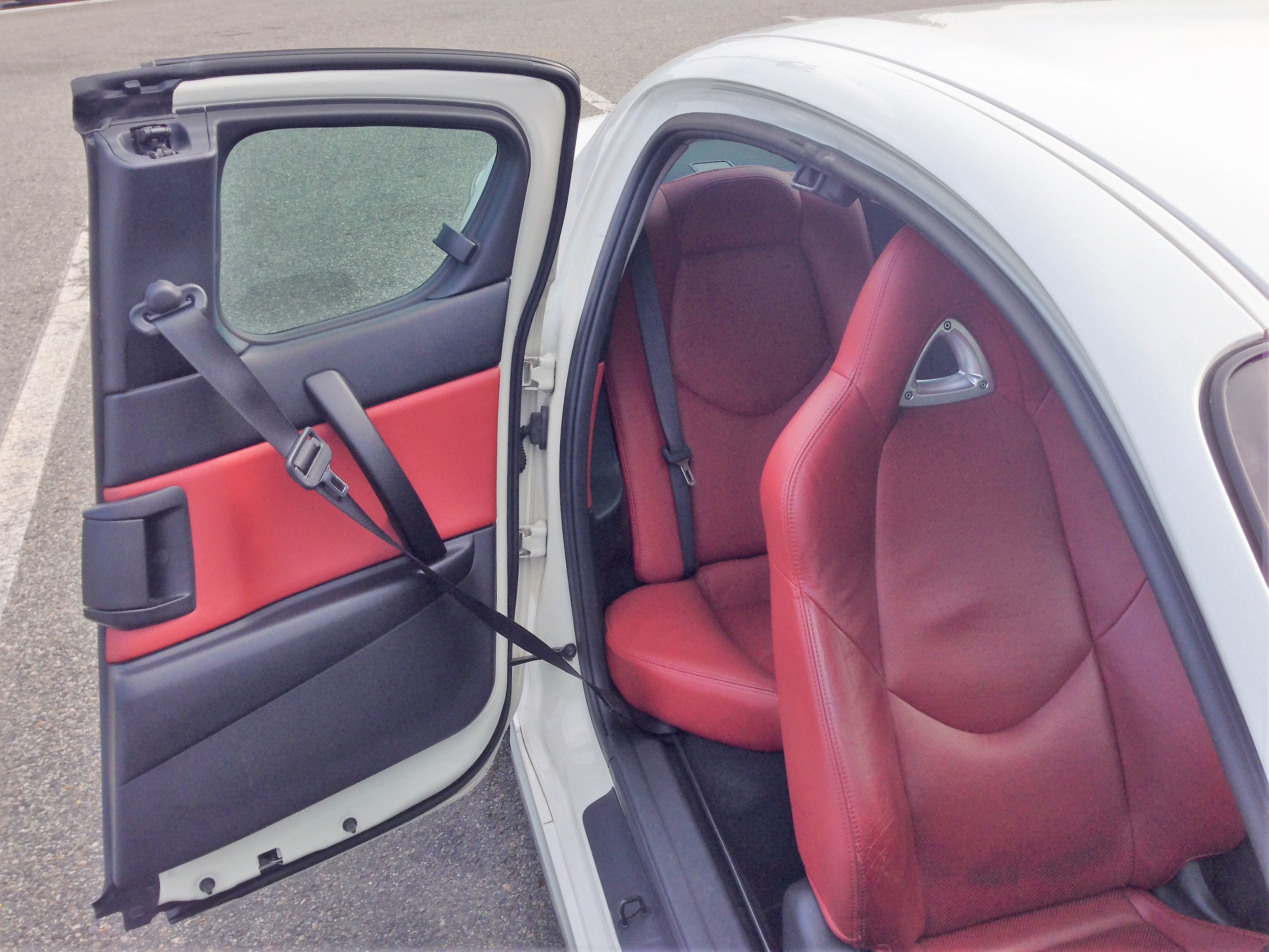
Système d'ouverture des portes

Injection
Assurée par deux injecteurs par rotor sur rail commun. Seul un injecteur fonctionne à bas régime.
Allumage
Allumage électronique assuré avec une bobine par bougie et deux bougies par rotor. Les bougies sont de type iridium.
Échappement
Le système d'échappement utilise, contrairement aux moteurs Wankel précédents, des lumières situées sur le côté de la chambre de combustion. Ce système permet de prolonger la combustion dans le moteur, améliorant son rendement et baissant la pollution.

### Motorisation
Le moteur de la RX-8 est appelé Renesis, code 13B MSP. MSP signifie Multi Side Ports pour signaler que les lumières d'échappement sont maintenant sur le côté du stator. Cet arrangement permet de garder les gaz en combustion plus longtemps dans la chambre et d'améliorer le rendement du moteur.
Contrairement aux différents 13B équipant les RX-7, il est dénué de turbocompresseur. Il conserve toutefois l'architecture birotor de 1308cc de cylindrée.
Les deux versions du moteur diffèrent par l'ajout de deux lumières d'admission supplémentaires qui sont activées dès 6250 tr/min. À cela s'ajoute un système augmentant la prise d'air activé dès 5500tr/min. La version 231ch monte jusqu'à 9500tr/min tandis que la version 192ch plafonne à 7500tr/min.
Le système d'admission
Le système d'admission d'air est particulièrement élaboré et évolue en fonction de la vitesse du moteur grâce à un système de vannes. Les effets s'additionnent à chaque palier.
1. Jusqu'à 3750 tr/min, seule la lumière principale et un injecteur sont utilisés.
2. Entre 3750 et 5500, les lumières secondaires sont ouvertes.
3. Entre 5500 et 6250, un clapet permettant une admission plus directe est ouvert (uniquement sur la version 231ch).
4. Entre 6250 et 7250, les lumières tertiaires sont ouvertes (uniquement sur la version 231ch).
5. Passé 7250, la vanne VDI ponte les conduits d'admission des lumières primaires et secondaires, raccourcissant le conduit du point de vue du moteur.

Principales caractéristiques et performances :

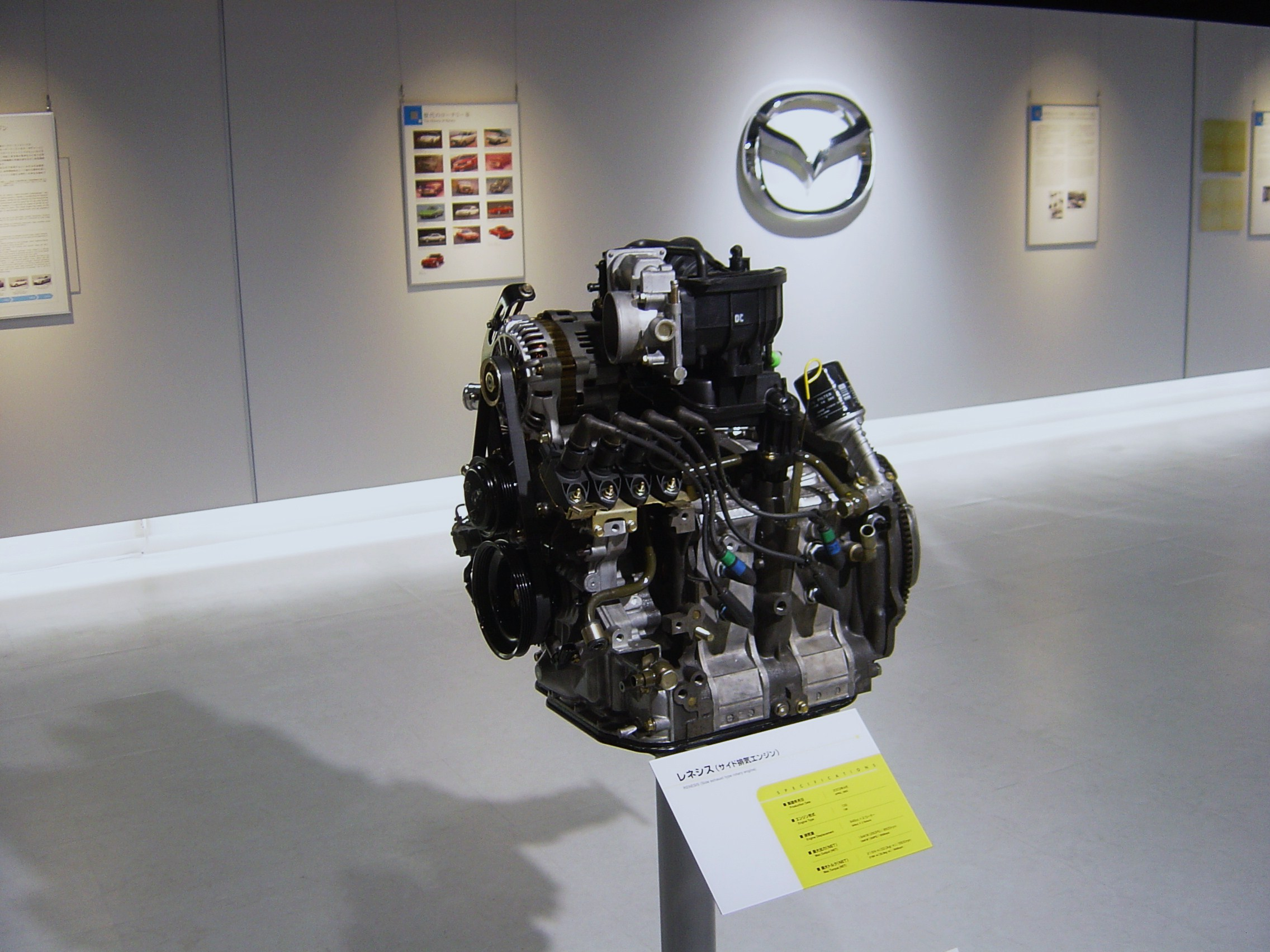
Le moteur à piston rotatifs Mazda Renesis.

- Rayon de braquage (entre trottoirs) : 5,30 m
- Volume du coffre : 290 dm3
- Cylindrée : 1 308 cm3 (Double rotors de 654 cm3), 2 616 cm3 sur la carte grise[8]
- Capacité du réservoir : 61 litres
- Puissance : 141/192 kW/ch à 8 000 tr/min (Elegance), 170/231 kW/ch à 8 200 tr/min (Performance)
- Couple : 220 N m à 5 000 tr/min (Elegance), 211 N m à 5 500 tr/min (Performance)
- Consommation mixte (constructeur) : 10,6 l/100 km (Elegance), 11,2 l/100 km (Performance)
- Vitesse maximale : 230 km/h (Elegance), 239 km/h (Performance)
- Performance 0 à 100 km/h : 7,6 s (Elegance), 6,4 s (Performance)

## Finitions
Apparue en 2003 sur le marché français, la RX-8 est proposée en deux puissances : 192 ou 231 ch. Les deux versions disposent d’un équipement pléthorique, incluant le GPS et la sellerie cuir sur la finition haute performance. Au niveau mécanique, la version 231 va chercher sa puissance maximum plus haut dans les tours (rupteur décalé à 9 500 tr/min) et dispose d’une boîte de vitesses à six rapports.
Fin 2008, une refonte de la gamme est opérée, incluant des modifications esthétiques (restylage de la carrosserie avec l’adoption de nouveaux boucliers et de nouvelles jantes) et des modifications techniques (rapports de boîte raccourcis, rigidité structurelle augmentée, et un gain de 13 chevaux sur la version de base). Malheureusement, sa vente en France s'arrêtera vite à cause de son moteur qui affiche 290 grammes de CO2 par km, entraînant un malus trop important (près de 2 500 euros) pour un véhicule de ce prix.
Mazda a toutefois tenté de la réintroduire sur le marché français en 2010, mais l'expérience n'a duré que quelques mois. Les ventes de la RX-8, ont pris fin en 2010 en Europe, après avoir échoué à répondre aux normes d'émissions de plus en plus exigeantes.
La production de la RX-8 a pris fin en juin 2012 au Japon pour un total de 192 094 RX-8 construites depuis 2003. La production du dernier moteur rotatif s'est arrêtée le 21 juin 2012, suivie de l'arrêt de la RX-8 le 22 juin 2012 à l'usine Mazda d'Hiroshima.

## Compétition
La Mazda RX-8 a été utilisée en compétition aux États-Unis dans la série Rolex Sports Car Series. Elle dispose d'un moteur tri-rotor de 450 chevaux et de 2 litres de cylindrée. Elle a notamment remporté les 24 Heures de Daytona en 2008 et 2010 dans la catégorie GT. Cette dernière marque également la 23e victoire en course d'endurance à Daytona par une voiture de course à moteur rotatif Mazda. Alors que les voitures sont propulsées par les moteurs rotatifs 20B, la voiture est construite sur un châssis  tubulaire et n'est pas basée sur la voiture de série.

## Sources
https://www.youtube.com/@GRFX19